# The Perishers (strip)
The Perishers is een Britse stripreeks van Dennis Collins. Deze komische dagstrip verscheen vanaf 1958 in een regionale editie van de krant Daily Mail. Vanaf 1962 ging de strip nationaal, en vanaf 1966 verscheen de strip in kleur. Ook Maurice Dodd stond in voor de tekeningen. Van The Perishers werd ook een tekenfilmserie gemaakt.

## Inhoud
The Perishers is een bende kinderen in de buitenwijk van een Engelse grootstad. Oorspronkelijk leden van de bende waren Maisie, Marlon en Baby Grumpling. Later kwamen daar andere kinderen bij, en ook de hond Boot die de vedette werd van de reeks.